# Gérard Blain

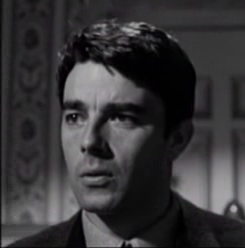
Blain in I Delfini (1960)

Gérard Blain (* 23. Oktober 1930 in Paris; † 17. Dezember 2000 ebenda) war ein französischer Schauspieler, Filmregisseur und Drehbuchautor.

## Leben
Der Sohn eines beim Bauamt der Stadt Paris angestellten Architekten und seine Schwester wuchsen, nachdem der Vater die Familie verlassen hatte, bei der Mutter auf. Konflikte mit der Mutter und der Schwester veranlassten ihn, die Schule im Alter von 13 Jahren ohne Abschluss zu verlassen und sich in den schwierigen Zeiten der Besatzung als Straßenkind durchzuschlagen. Die Schilderung seiner unglücklichen Kindheit griff er in mehreren Filmen auf, unter anderem in dem stark autobiografischen Ein Kind in der Menge.
Blain begann eher zufällig, als Statist in Filmen mitzuwirken. Seine erste nennenswerte Rolle gab Julien Duvivier dem inzwischen 26-jährigen in Der Engel, der ein Teufel war. Obwohl er von den jungen Cinéasten der Nouvelle Vague entdeckt und von Claude Chabrol in Le Beau Serge (1958) als französischer James Dean lanciert und zur Ikone erhoben wurde, konnte er keine dauerhafte Popularität erreichen.
Nach dem vielversprechenden Debüt in Frankreich nahm er ab 1960 mehrere Angebote in Italien an, wo er unter anderem in Filmen von Carlo Lizzani spielte, sowie in den Vereinigten Staaten. Dort stand er unter der Leitung von Howard Hawks gemeinsam mit John Wayne und Hardy Krüger für den Abenteuerfilm Hatari! (1962) vor der Kamera. Da das amerikanische Star-System ihm missfiel, weigerte er sich, einen Anschlussvertrag zu unterzeichnen und kehrte nach Frankreich zurück.
Blain war ein rebellischer Schauspieler, der den Konformismus ablehnte. Um sich zu verwirklichen, wurde er schließlich ab 1970 als Filmregisseur tätig, fand aber auch damit – obwohl zwei seiner Filme für das Festival de Cannes nominiert wurden – nicht den erhofften Publikumserfolg. Er hatte eine puristische Vorstellung vom Film. So setzte er bevorzugt Amateure und keine professionellen Schauspieler ein, legte Wert auf klare Plansequenzen und eine einwandfrei beherrschte Tontechnik und lehnte jegliche Spezialeffekte ab. In seinen Filmen ist der Einfluss des von ihm bewunderten Regisseurs Robert Bresson spürbar.
In den 80er Jahren brachte Blain sich durch polemische, in der französischen Tageszeitung Le Monde erschienene Beiträge ins Gespräch, in denen er die amerikanische Filmwirtschaft kritisierte und das „Komplott“ der Bourgeoisie anprangerte, die nach seiner Aussage Robert Bressons Film Das Geld zu unterdrücken suchte. Der ethische Antikonformismus des Filmregisseurs und seine Freundschaft zu dem Filmkritiker Michel Marmin, dem Mitbegründer des rechtsextremistischen Zirkels GRECE, mit dem er gemeinsam die Regie der Dreharbeiten von Pierre et Djemila (1986) und Ainsi soit-il (2000) führte, trugen dazu bei, dass er in gewissen Kreisen als „rechter Anarchist“ angesehen wird.
Gérard Blain starb im Jahr 2000 im Alter von 70 Jahren in Paris. Er ruht auf dem Friedhof von Saint-Cloud.
Er schloss vier Ehen:
- 1953 mit der Schauspielerin Micheline Estellat (1956 geschieden)
- 1957 mit der Schauspielerin Bernadette Lafont (1959 geschieden)
- 1960 mit Monique Sobieski (geschieden)
- 1985 mit Marie-Hélène Bauret

und hinterließ drei Söhne: Paul (* 1960), Régis und Pierre, die alle drei in wenigstens einem Film ihres Vaters spielten.

## Ehrungen und Auszeichnungen
- 1971: Goldener Leopard des Filmfestivals von Locarno, Schweiz, für Die Freunde
- 1976: Nominiert für das Festival von Cannes mit Ein Kind in der Menge
- 1986: Nominiert für das Festival von Cannes mit Pierre et Djemila

## Filmografie

### Schauspieler
- 1943: Le bal des passants – Regie: Guillaume Radot
- 1943: Le carrefour des enfants perdus – Regie: Léo Joannon
- 1943/45: Kinder des Olymp (Les enfants du paradis)
- 1945: Filles de France – Regie: Pierre Blondy
- 1953: Avant le déluge – Regie: André Cayatte
- 1953: Wenn es Nacht wird in Paris (Touchez pas au grisbi)
- 1953: Les fruits sauvages – Regie: Bromberger
- 1954: L’escalier de service – Regie: Carlo Rim
- 1956: Der Engel, der ein Teufel war (Voici le temps des assassins) – Regie: Julien Duvivier
- 1957: Gefährliche Eva (Le désir mène les hommes) – Regie: Mick Roussel
- 1958: Die Unverschämten (Les Mistons)
- 1958: Die Enttäuschten (Le beau Serge)
- 1958: Liebe hat kurze Beine (Giovanni Mariti) – Regie: Mauro Bolognini
- 1958: Schrei, wenn du kannst (Les cousins)
- 1960: Der Bucklige von Rom (Il gobbo)
- 1960: Die Haut und die Knochen (La peau et les osses) – Regie: Jean-Paul Sassy und Jacques Panijel
- 1960: Gefährliche Nächte (I delfini) – Regie: Francesco Maselli
- 1962: Hatari! (Hatari)
- 1962: Die Jungfrauen (Les vierges) – Regie: Jean-Pierre Mocky
- 1962: Heirat auf sizilianisch (La smania addoso) – Regie: Marcello Andrei
- 1962: Schüsse auf der Piazza (Lo sgarro) – Regie: Silvio Siano
- 1963: Das leichte Geld der Liebe (La bonne soupe) – Regie: Robert Thomas
- 1966: Ein Mann zuviel (Un homme de trop)
- 1967: Negresco****
- 1968: Joe Caligula – Regie: José Bénazéraf
- 1977: Der amerikanische Freund
- 1984: Der Boxer (Pas de vieux os) – Regie: Gérard Mordillat
- 1987: Engel aus Staub (Poussière d’ange)
- 1988: Das Winterkind (L’enfant de l’hiver)
- 1988: Tödliche Viren (Nemours – les deux virus) – Regie: Bruno Gantillon
- 1992: Chasse gardée – Regie: Jean-Claude Biette

### Regie und Drehbuch
- 1971: Die Freunde (Les amis), ausgezeichnet mit dem Goldenen Leopard des Filmfestivals von Locarno
- 1973: Der Pelikan (Le pélican) – auch Darsteller
- 1976: Ein Kind in der Menge (Un enfant dans la foule), nominiert für das Festival von Cannes
- 1978: Ein Mann kommt in die Jahre (Un second souffle)
- 1980: Der Zorn des Rebellen (Le rebelle)
- 1983: Michel Tournier (Fernsehdokumentarfilm)
- 1987: Pierre et Djemila, nominiert für das Festival von Cannes
- 1992: La Fortune de Gaspard, Fernsehfilm
- 1995: Jusqu'au bout de la nuit
- 2000: Ainsi soit-il